# Seven de Estados Unidos 2014
El Seven de Estados Unidos de 2014 fue la undécima edición del torneo estadounidense de rugby 7, fue el cuarto torneo de la temporada 2013-14 de la Serie Mundial Masculina de Rugby 7.
Se disputó en la instalaciones del Sam Boyd Stadium de Las Vegas, Nevada.

## Fase de grupos

### Grupo A
| Equipo    | Encuentros | Encuentros | Encuentros | Encuentros | Tantos  | Tantos    | Tantos     | Puntos |
| Equipo    | jugados    | ganados    | empatados  | perdidos   | a favor | en contra | diferencia | Puntos |
| --------- | ---------- | ---------- | ---------- | ---------- | ------- | --------- | ---------- | ------ |
| Sudáfrica | 3          | 3          | 0          | 0          | 91      | 7         | +84        | 9      |
| Canadá    | 3          | 2          | 0          | 1          | 38      | 63        | -25        | 7      |
| Kenia     | 3          | 1          | 0          | 2          | 43      | 53        | −10        | 5      |
| Gales     | 3          | 0          | 0          | 3          | 36      | 85        | −49        | 3      |

Nota: Se otorgan 3 puntos al equipo que gane un partido, 2 al que empate y 1 al que pierda

### Grupo B
| Equipo        | Encuentros | Encuentros | Encuentros | Encuentros | Tantos  | Tantos    | Tantos     | Puntos |
| Equipo        | jugados    | ganados    | empatados  | perdidos   | a favor | en contra | diferencia | Puntos |
| ------------- | ---------- | ---------- | ---------- | ---------- | ------- | --------- | ---------- | ------ |
| Nueva Zelanda | 3          | 3          | 0          | 0          | 69      | 19        | +50        | 9      |
| Australia     | 3          | 2          | 0          | 1          | 55      | 59        | −4         | 7      |
| Fiyi          | 3          | 1          | 0          | 2          | 52      | 34        | +18        | 5      |
| Escocia       | 3          | 0          | 0          | 3          | 12      | 76        | −64        | 3      |

### Grupo C
| Equipo     | Encuentros | Encuentros | Encuentros | Encuentros | Tantos  | Tantos    | Tantos     | Puntos |
| Equipo     | jugados    | ganados    | empatados  | perdidos   | a favor | en contra | diferencia | Puntos |
| ---------- | ---------- | ---------- | ---------- | ---------- | ------- | --------- | ---------- | ------ |
| Samoa      | 3          | 3          | 0          | 0          | 74      | 31        | +43        | 9      |
| Inglaterra | 3          | 2          | 0          | 1          | 116     | 27        | +89        | 7      |
| Portugal   | 3          | 1          | 0          | 2          | 19      | 94        | –75        | 5      |
| Uruguay    | 3          | 0          | 0          | 3          | 22      | 79        | −57        | 3      |

### Grupo D
| Equipo         | Encuentros | Encuentros | Encuentros | Encuentros | Tantos  | Tantos    | Tantos     | Puntos |
| Equipo         | jugados    | ganados    | empatados  | perdidos   | a favor | en contra | diferencia | Puntos |
| -------------- | ---------- | ---------- | ---------- | ---------- | ------- | --------- | ---------- | ------ |
| Francia        | 3          | 3          | 0          | 0          | 75      | 12        | +63        | 9      |
| Argentina      | 3          | 2          | 0          | 1          | 52      | 31        | +21        | 7      |
| Estados Unidos | 3          | 1          | 0          | 2          | 55      | 43        | +12        | 5      |
| España         | 3          | 0          | 0          | 3          | 15      | 111       | −96        | 3      |

## Fase Final

### Cuartos de final
| 25 de enero | Sudáfrica | 29 - 0 | Argentina |  |  |

| 25 de enero | Samoa | 12 - 10 | Australia |  |  |

| 25 de enero | Francia | 14 - 17 | Canadá |  |  |

| 25 de enero | Nueva Zelanda | 24 - 7 | Inglaterra |  |  |

### Semifinal
| 26 de enero | Sudáfrica | 14 - 0 | Samoa |  |  |

| 26 de enero | Canadá | 7 - 26 | Nueva Zelanda |  |  |

### Final
| 26 de enero | Sudáfrica | 14 - 7 | Nueva Zelanda |  |  |

| Bandera de Sudáfrica   |
| Campeón Sudáfrica      |
| 2º título del circuito |